# Li Soo-nam
Li Soo-nam ((이수남?, 李秀男?); 2 febbraio 1927 – 8 gennaio 1984) è stato un calciatore sudcoreano, di ruolo attaccante.

## Carriera
Prese parte con la Nazionale sudcoreana ai Mondiali del 1954.

## Statistiche

### Cronologia presenze e reti in Nazionale
| Cronologia completa delle presenze e delle reti in nazionale ― Corea del Sud | Cronologia completa delle presenze e delle reti in nazionale ― Corea del Sud | Cronologia completa delle presenze e delle reti in nazionale ― Corea del Sud | Cronologia completa delle presenze e delle reti in nazionale ― Corea del Sud | Cronologia completa delle presenze e delle reti in nazionale ― Corea del Sud | Cronologia completa delle presenze e delle reti in nazionale ― Corea del Sud | Cronologia completa delle presenze e delle reti in nazionale ― Corea del Sud | Cronologia completa delle presenze e delle reti in nazionale ― Corea del Sud |
| Data                                                                         | Città                                                                        | In casa                                                                      | Risultato                                                                    | Ospiti                                                                       | Competizione                                                                 | Reti                                                                         | Note                                                                         |
| ---------------------------------------------------------------------------- | ---------------------------------------------------------------------------- | ---------------------------------------------------------------------------- | ---------------------------------------------------------------------------- | ---------------------------------------------------------------------------- | ---------------------------------------------------------------------------- | ---------------------------------------------------------------------------- | ---------------------------------------------------------------------------- |
| 20-6-1954                                                                    | Ginevra                                                                      | Turchia                                                                      | 7 – 0                                                                        | Corea del Sud                                                                | Mondiali 1954 - 1º turno                                                     | -                                                                            |                                                                              |
| 18-2-1958                                                                    | Hong Kong                                                                    | Hong Kong                                                                    | 3 – 2                                                                        | Corea del Sud                                                                | Amichevole                                                                   | -                                                                            | 46’                                                                          |
| 28-5-1958                                                                    | Tokyo                                                                        | Corea del Sud                                                                | 5 – 0                                                                        | Iran                                                                         | Giochi asiatici 1958                                                         | 1                                                                            |                                                                              |
| 31-5-1958                                                                    | Tokyo                                                                        | Corea del Sud                                                                | 3 – 1                                                                        | India                                                                        | Giochi asiatici 1958                                                         | 1                                                                            |                                                                              |
| 1-6-1958                                                                     | Tokyo                                                                        | Taiwan                                                                       | 3 – 2                                                                        | Corea del Sud                                                                | Giochi asiatici 1958                                                         | 1                                                                            |                                                                              |
| Totale                                                                       |                                                                              | Presenze                                                                     | 5                                                                            |                                                                              | Reti                                                                         | 3                                                                            |                                                                              |